# Исторически роман
Историческият роман е специфичен жанр в литературата, който се характеризира с описанията на истински събития и личности, заобиколени обаче от измислени герои и картини.
Написването му предполага широко проучване на миналото, което се описва, отразяване на много факти, обществените отношения и духа на епохата, баланс между действителните събития и художествената измислица.
В световната литература подобен пример е романът „Тримата мускетари“ на Александър Дюма-баща.

## Обща информация и разграничаване от други жанрове
Както всеки друг роман, историческият може да бъде анализиран, интерпретиран и оценяван по общоизвестни критерии: вълнуващ ли е, биват ли образите задълбочени, хармонично ли е действието? Допълнително добър роман се получава, когато разглежданата епоха не служи само за кулиса, а своеобразието и самобитността ѝ също бъдат изтъкнати.
Както при други романи, така и тук авторът трябва да познава условията на живот, които описва. При историческия роман проучването може да се окаже доста скъпо струващо. Освен това авторът трябва да помисли как уместно да доближи читателя до характерните за епохата особености. Особено трудно е да предаде манталитета на една непозната епоха. Затова в историческите романи често се срещат анахронизми от по-ранни времена или маниери и начини на поведение, произлизащи от времето, в което авторът е писал, а дори и предмети, който тогава са били обичайни.
Историческият роман може да разказва за измислени герои или исторически лица, които живеят в определена епоха. В последния случай истински преживявания на героя биват повествователно преработени или преживяванията биват съчинени. Тъй като романите следват законите на разказването, а не тези на историята, авторът може да се отклони от историческите факти. За разлика от романите със социална тематика, каквито в миналото често са били писани (напр.Томас Ман – „Буденброкови“, Йозеф Рот – „Радецки марш“), обикновено описаното време на действие е далеч от това на автора и заедно с това извън неговите лични преживявания.
От автора на исторически романи се очаква, че епохата, която той разглежда, е реална историческа епоха, която той самият не е съпреживял. Ето защо не е задължително романи с исторически фон да бъдат причислявани към типични исторически романи, като например „Занзибар или последното основание“ на Алфред Андерш или „Тенекиеният барабан“ на Гюнтер Грас. Класическите исторически романи на 19 век, като „Парижката Света Богородица“ на Виктор Юго често се развиват в Средновековието – в случая, за да покажат различното и ужасяващото.
Към историческите романи не се причисляват фентъзи романите, които заимстват елементи от Средновековието и често въвеждат свръхестествени елементи. Също новите преработки на легенди не принадлежат към историческите романи, нито силно схематичните жанрове, като истории от Дивия Запад или рицарски истории. Един от многото романи, който е на границата, е трилогията на Томас Ман „Йосиф и неговите братя“, която засяга библейската фигура Йосиф.
Научнопопулярни или фейлетонни описания, които засягат реални хора и събития, също не са исторически романи. Примери за това са биографичните романи на Стефан Цвайг „Мария Антоанета“ и „Жозеф Фуше“. Но биват ли измислени хора и събития (защото фактите са недостатъчни), отново става въпрос за биографични романи като „Клавдий“ на Робърт Грейвс.

## История на историческия роман
Историческият роман в Германия има своите предшественици в епохата на Барока с автори като Андреас Хайнрих Бухолтц (1607 – 1671) и Даниел Каспър фон Лоенщайн (1635 – 1683), към които може да се причисли и Кристиане Бенедиктe Науберт (1752 – 1819). Някои от нейните исторически романи биват преведени на френски и английски, така че Уолтър Скот се запознава с нея и бива вдъхновен от творбите ѝ. В романи като „Улрих Холцер“, „Уолтър фон Монтбъри“ и др. тя вече използва принципа да превръща вторични за историята лица в главни герои в нейните романи. Днес за разлика от Уолтър Скот Бенедикте Науберт е значително по-неизвестна.
Ранните исторически романи в Европа спадат към едно по-общо течение, към романтичния интерес за история, което съдейства и на други жанрове на изкуството, на историята и на езикознанието. Появата на романа „Парижката Света Богородица“ на Виктор Юго във Франция засилва движението към запазване на готическото културно наследство, което е довело до основаване на държавна власт. Романът „Повест за два града“ на Чарлз Дикенс описва Френската революция от британска перспектива.
В много случаи историческите романи са насърчавали националното съзнание. Полякът Хенрик Сенкевич, носител на Нобелова награда за литература през 1905 г., описва в своите романи битките между полски и немски рицарски войни, бунтуващи се казаци и шведското нашествие. Уейвърли романите на Скот засилили интереса към историята на Шотландия. Подобно значение за норвежката история постига Сигрид Унсет с романа си „Кристин, дъщерята на Лавранс“, с който през 1928 г. тя също получава Нобелова награда за литература, както и Франц Верфел с романи си „40-те дни на Муса Даг“ за арменския народ.
През 19 век историческият роман се разпространява и в немската езикова област. През първата половина на 20 век жанрът се възражда като форма на изкуството с романи на автори като Лион Фойхтвангер, Хайнрих Ман, Алфред Дьоблин.
От 60-те години историческият роман е един от най-предпочитаните жанрове на постмодерната литература.

## Сър Уолтър Скот
В английската литература начало на историческия роман дава шотландският писател Сър Уолтър Скот (1771 – 1832). Романи с исторически фон е имало и преди. Героите естествено са действали спрямо обичаите и традициите отговарящи на съвремието на автора така че тук може да се говори не за исторически, а за ключови романи. Поставя се въпросът затова защо видът исторически роман възниква едва в началото на 19 век и веднага жъне успех. Първият исторически роман на Уолтър Скот „Уейвърли“ е публикуван през 1814 г.
Войните, които последвали след Френската революция, походите на Наполеон и Реставрацията след това станали причина за осъзнаването на историята от голяма част от населението на Европа и то за кратко време.
Промяната в хода на войната – армия вместо малко военни трупи – позволили историята да се превърне в масово преживяване, но също така задължили държавите да разяснят на сразяващите се целите на войната. Това довело до връщане към националната история, нейните върхове и падения.
Предполага се, че Уолтър Скот не е написал „Уейвърли“, за да се справи с тези нужди на отделните страни. Но той със сигурност е бил убеден в интереса на читателите си по темата в „Уейвърли“, якобитското въстание през 1745/46 г., и умишлено така е написал романите си, че те са могли да послужат като връзка с историческите действия.

## Характеристика на историческия роман на Уолтър Скот
Историческият роман на Уолтър Cкот е белязан от особености, които позволяват да се говори за един отделен вид романи. Целта на този вид романи е съживяване на миналото. Историците предоставят факти, които писателят изпълва с живот. В случая на романа „Уейвърли“, в който тогава се описва една не много далечна епоха, героят трябва да свърже настоящето на читателя с миналото. Този герой, това е и голямата разлика с епоса, е т.нар. „маргинален герой“. Хора, които не стоят на върха на обществото и не задвижват исторически събития, а са замесени в тях. Морално протагонинстът до някаква степен е устойчив, сам се жертва, но в крайна сметка не се стига до човешко съчувствие, което да въодушеви читателя. Главните герои при Скот са: „типични национални герои, но не в смисъла на събирателна кулминационна точка, а в смисъла на значителна посредственост.“
Историческите личности са само второстепенни фигури, но играят ролите си във важни ситуации. Наред с появата на сцената на историческите личности, в рамките на историческите дадености авторът има известна свобода по отношение на оформянето на житейския път на своите протагонисти. Диалози, които служат за съживяването на миналото, имат също толкова голямо значение, както второстепенните фигури, които по времето на исторически конфликтни линии представят вражески страни. Романите на Скот въздействат на редица автори:
„Балзак, Юго, Алфред дьо Вини и Мериме във Франция, Манцони в Италия, Пушкин и Толстой в Русия, Адалберт Щифтер и Теодор Фонтане в немскоезичните страни. (…) В Северна Америка сагата „Коженият чорап на Купър“ става резониращо основа за Скот.“ (Лукач)

## Възприемането на Скот и романтическия исторически роман във Франция
Докато Манцони, Пушкин и други следват традицията на Скот и се смятат донякъде за негови ученици, във Франция, а също и в Испания, моделът на Скот бива по-скоро критикуван, отколкото възпроизведен. Георг Лукач говори дори за интелектуални борби за историческия роман във Франция и за една теоретична формулировка на романтическия исторически роман на едно по-високо ниво, отколкото в другите европейски страни.
Причините за това че дебатите около историческия роман във Франция са най-интензивни, могат да бъдат търсени в историята на Франция. Докато борбите в Англия за повече права на гражданите до голяма степен протичат без кръвопролития и правят възможно едно по-скоро оптимистично разбиране за протичането на войната, французите са изправени пред по-малко оптимистичните опити за Революцията, последвалия „терор“ и изграждането на следреволюционно общество. Така във Франция дискусията около историческия роман е била донякъде свързана и с възгледите за историческото развитие, накратко казано около въпроса дали Френската революция е била „нещастен случай“ в историята или логическо последствие от по-ранните развития.

## Алфред дьо Вини
Алфред дьо Вини е взел значително участие в тази дискусия. Неговото разбиране за история се проявява в публикувания през 1826 г. роман „Cinq-Mars ou une conjuration sous Louis XIII“, който отразява ерата на Ришельо.
Той след това излага своите теоретични основи в предговора към четвъртото издание (1829), което Лукач определя като най-значителния теоретичен манифест в романтичната посока на историческия роман. Вини отхвърля Скот тъй като тук действат измислени герои, а историческите личности се появяват само бегло и служат за датирането на периода. Съответно, главните герои на романа са кардинал Ришельо, създателят на Абсолютизма и Cinq-Марс, който действа като защитник на феодалните привилегии. Така Вини отново обръща гръб на „великите мъже, които създават историята“ в тази епоха. Според Алфред дьо Вини са важни не фактите, а тяхната фикционалност. Авторът трябва да разясни фактите и да им предаде смисъл, да представи техните морални последствия и може да преобразува историческите факти. В тази връзка не е задължително авторът да е свързан с реалната историческа личност например с Ришельо, важна е идеята, която се предава. Алфред дьо Вини, който вижда себе си като борец за вече несъществуващото второ ниво и разбира Абсолютизма като погрешен път в историята, който е трябвало неизбежно да доведе до революция, определя фактите със „субективно-морално априори“ както го формулира Георг Лукач.
За разлика от исторически роман на Скот историята не само се съживява, но и разяснява. Това се случва чрез позоваването на великите хора на историята. Въпреки че интерпретацията на Алфред дьо Вини за френската история и неговото възприятие за ранните грешки не се споделят от всички, неговото разбиране за вида на исторически роман е често срещано явление и се споделя от други автори като Виктор Юго.

## Исторически романи от България
- „Предречено от Пагане“ – роман на Вера Мутафчиева, описва кан Аспарух и преселението на Българите.
- „Преспанските камбани“ – роман на Димитър Талев, описва борбите на Македония за свобода
- „Време разделно“ – роман на Антон Дончев, описва насилственото ислямизиране на българите в Родопите и тяхната съпротива
- „Асеневци“ (4 тома) – роман на Фани Попова-Мутафова, описва династията Асеневци

## Исторически романи от чужбина
- „Тримата мускетари“ – роман на Александър Дюма - баща, описващ кардинал Ришельо, Луи XIII и тяхното време
- „Двадесет години по късно“ и „Виконт дьо Бражелон“ – продължения на Тримата мускетари
- „Мостът на Дрина“ – роман на Иво Андрич
- „Пражкото гробище“ – роман на Умберто Еко
- „Война и мир“ – роман на Лев Толстой
- „Quo vadis“ – роман на Хенрик Сенкевич